# ميلنر
ميلنر (بالإنجليزية: Milner, Georgia)‏ هي مدينة تقع في مقاطعة لامار، جورجيا بولاية جورجيا في الولايات المتحدة. تبلغ مساحة هذه المدينة 3.6 (كم²)، وترتفع عن سطح البحر 256 م، بلغ عدد سكانها 522 نسمة في عام 2010 حسب إحصاء مكتب تعداد الولايات المتحدة.

## أعلام
- ويليام إدوارد وايت
- ويلسون أ. هيد

## وصلات خارجية
- Cities & Counties - Georgia.gov